# Grodków
Grodków [ˈɡrɔtkuf] (deutsch: Grottkau, schlesisch Gruttke) ist eine Stadt im Powiat Brzeski der Woiwodschaft Opole in Polen. Sie ist zugleich Sitz der gleichnamigen Stadt- und Landgemeinde.

## Geographie
Die Stadt liegt am westlichen Rand der Oderebene am linken Zufluss der Glatzer Neiße, etwa 20 Kilometer südlich von Brzeg (Brieg), 45 Kilometer westlich von Opole (Oppeln) und 60 Kilometer südöstlich von Breslau. Sie besteht aus den Stadtteilen bzw. Siedlungen:
- Stare Miasto (Altstadt)
- Półwiosek (Halbendorf)
- Osiedle im. T. Kościuszki
- Osiedle Kwiatowe i Szczęśliwe

Durch Grodków führen die überregionalen Landstraßen Droga wojewódzka 378, 385 und 401. Die Stadt
liegt an der Bahnstrecke Nysa–Brzeg, die am 15. Dezember 1891 von den Preußischen Staatseisenbahnen eröffnet wurde. Im Haltepunkt Grottkau zweigte einst die Bahnstrecke Grodków Śląski–Głęboka Śląska von der Bahnstrecke Nysa–Brzeg ab.

## Geschichte

Karte von Grottkau um 1750

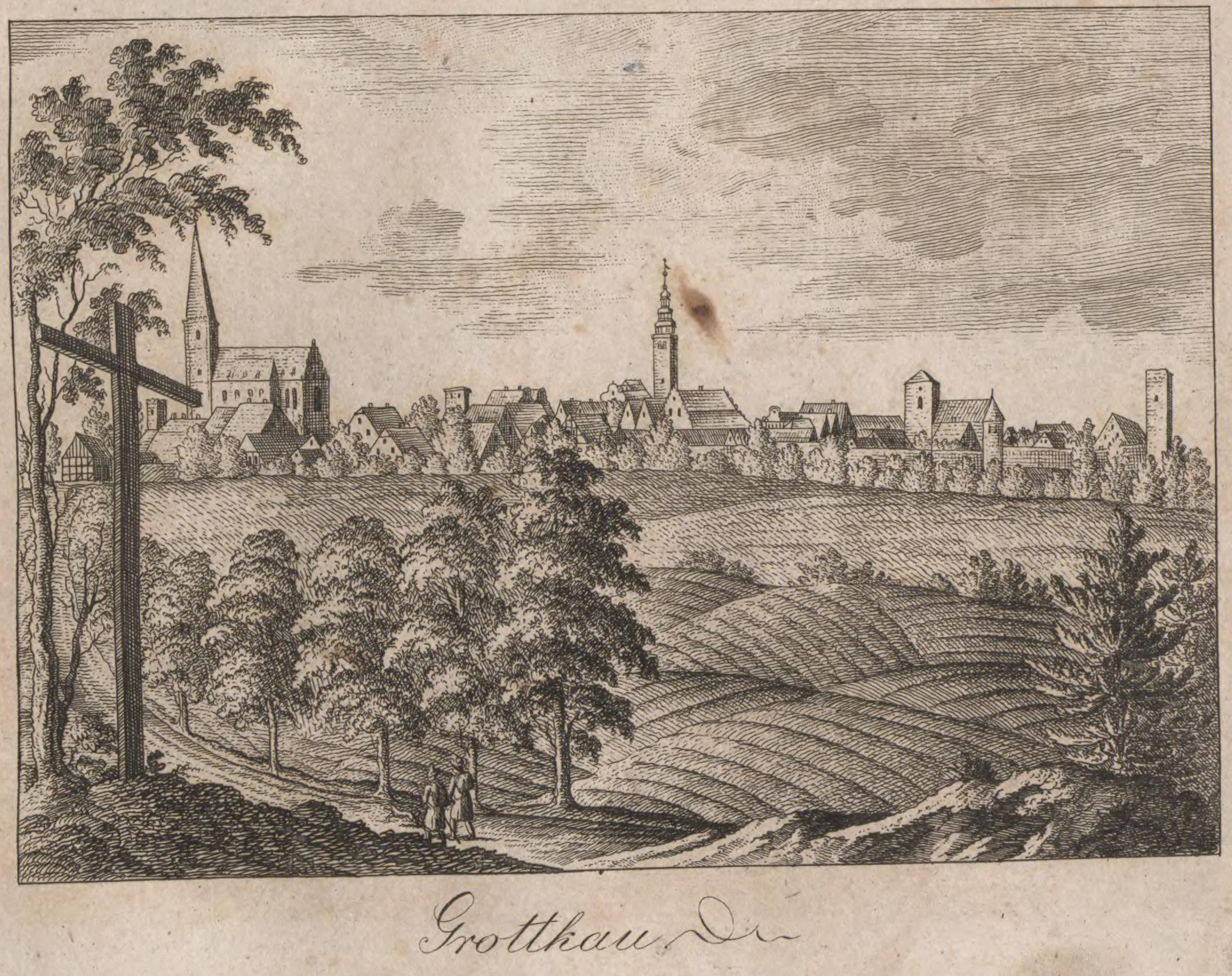
Ansicht: Grottkau im 19. Jahrhundert

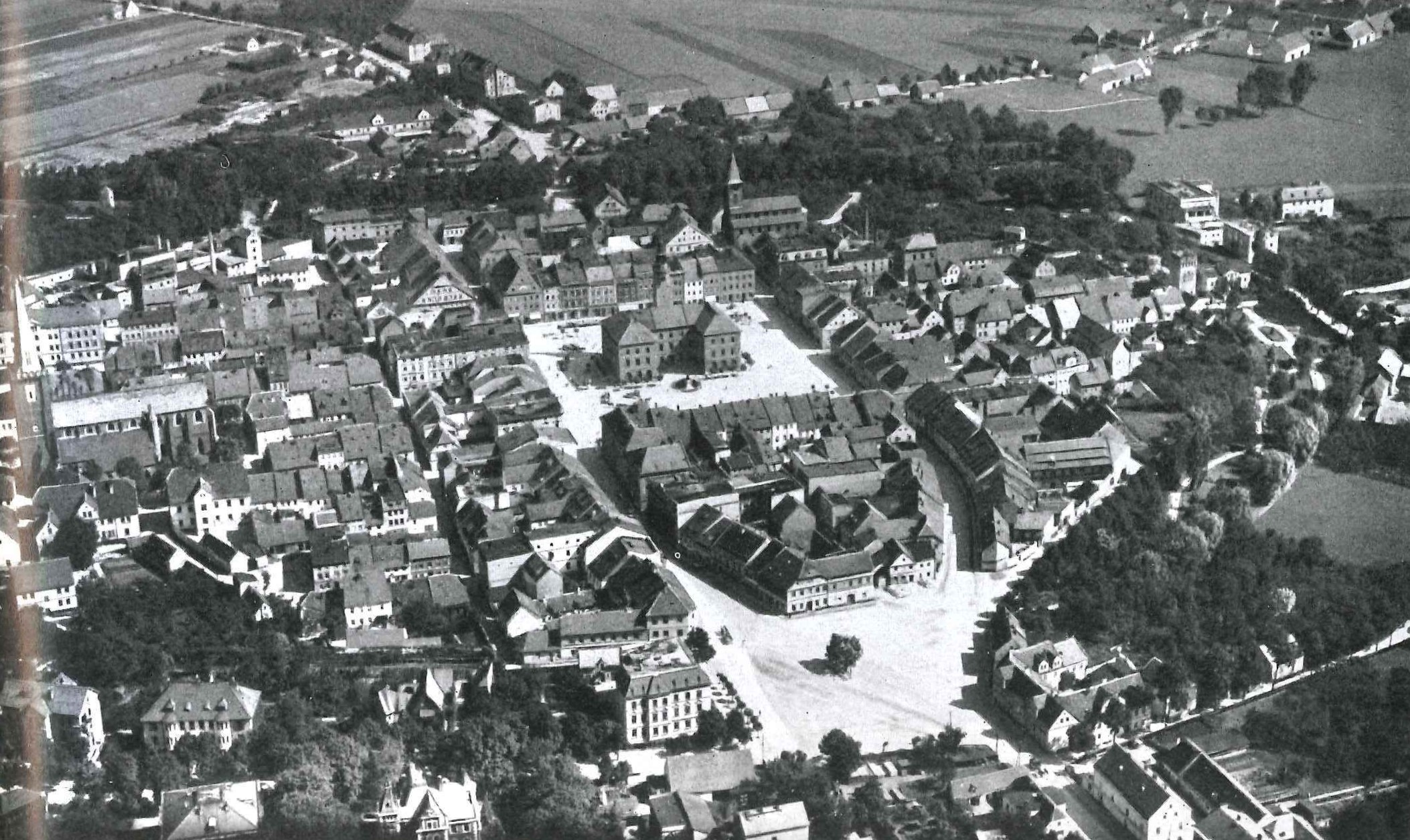
Luftbild von Grottkau, 1930er Jahre

Der Ort entstand an der Kreuzung wichtiger Handelswege. Fünf Kilometer südlich der späteren Stadt bestand zunächst das Dorf Alt Grottkau, das für das Jahr 1210 als „villa Grodcobichi“ belegt ist. 1234 wurde der Lokator Gumprecht von zwei Breslauer Domherren beauftragt, auf dem ihm übertragenen Grund von 100 Hufen in „Alt-“ und „Neu Grottkau“ deutschrechtliche Dörfer auszusetzen. Vermutlich auf der Gemarkung von Neu Grottkau, das später als „Klein Neudorf“ bezeichnet wurde, entstand die Ortschaft Grottkau, die 1241 von den Mongolen zerstört wurde. 1268 verlieh der Breslauer Herzog Heinrich IV. Grottkau das Neumarkter Stadtrecht. 1278 wurde es an die heutige Stelle verlegt. Diese neue Stadt wurde planmäßig angelegt und mit einer kreisförmigen Stadtmauer umgeben. Vom Ring führten vier Hauptstraßen zum Neisser, Münsterberger, Breslauer und Löwener Tor, das als Wahrzeichen der Stadt gilt. Die 1282 erstmals erwähnte Pfarrkirche stand zunächst unter dem Patrozinium Unsere Liebe Frau geweiht.
Grottkau gehörte zunächst zum Herzogtum Breslau und nach dessen Teilung 1311 zum Herzogtum Brieg. Bereits 1294 wurde das Augustiner-Eremiten-Kloster gegründet, ein Jahr später ist eine Stadtpfarrschule belegt. Seit 1308 verfügte die Stadt über ein Niederlags- und Plombierungsrecht für zollpflichtige Waren.
1344 verkaufte der Brieger Herzog Bolesław III. Grottkau und seine Umgebung dem Breslauer Bischof Preczlaw von Pogarell, der es dem von ihm gegründeten geistlichen Fürstentum Neisse (Bistumsland) eingegliederte. Dieses wurde seit 1342 nicht mehr von den Schlesischen Piasten regiert, da es nunmehr ein Lehen der Krone Böhmen war. König Wenzel IV. ernannte die Breslauer Fürstbischöfe zu Vasallen des Königreichs Böhmen und verlieh ihnen gleichzeitig den Titel Herzog von Grottkau, das damit den Rang eines Herzogtums erlangte. Bis zur Säkularisation des Bistumslandes 1810 führten die Breslauer Fürstbischöfe den Titel „Fürst von Neisse und Herzog von Grottkau“.
Während der Hussitenkriege erlitt Grottkau schwere Verwüstungen. Um weitere Gefahren abzuwenden, versammelten sich 1427 die schlesischen Fürsten und Stände in Grottkau, wo sie eine gegenseitige Waffenhilfe gegen die Hussiten vereinbarten, die als „Grottkauer Einung“ in die Geschichte einging. Auch im 16. Jahrhundert fanden in der Stadt einige schlesische Fürstentage statt. Nach den Zerstörungen des Dreißigjährigen Kriegs erwarb sich Bischof Sebastian von Rostock, der in Grottkau geboren wurde und hier häufig residierte, große Verdienste um den Wiederaufbau und die weitere Entwicklung der Stadt.
Noch vor der Schlacht bei Mollwitz am 10. April 1741 fanden in Grottkau und Umgebung die ersten Gefechte zwischen preußischen und kaiserlichen Truppen statt. Nach dem Ersten Schlesischen Krieg 1742 fiel Grottkau wie der größte Teil Schlesiens an Preußen. Nach dem Siebenjährigen Krieg wurde es vom preußischen König Friedrich II. zur Garnisonstadt erhoben. Diesen Status behielt es bis 1945. Nach der Säkularisation 1810 verloren die Breslauer Bischöfe Grottkau zusammen mit dem Fürstentum Neisse. Nach der Neugliederung Preußens gehörte die Stadt seit 1815 zur Provinz Schlesien und war ab 1816 Sitz des Landkreises Grottkau. Gleichzeitig erfolgte die Umgliederung vom Regierungsbezirk Breslau zum Regierungsbezirk Oppeln.
Mit der Inbetriebnahme der Eisenbahnstrecke von Brieg nach Neisse 1847 erlebte Grottkau einen wirtschaftlichen Aufschwung. Eine weitere Bahnverbindung wurde 1891 nach Strzelin/Strehlen geschaffen. Neben seiner Bedeutung als Ackerbürgerstädtchen spielten das Handwerk und Maschinenfabriken eine bedeutende Rolle. Am Anfang des 20. Jahrhunderts hatte Grottkau eine evangelische Kirche, eine katholische Kirche sowie eine Provinzial-Erziehungsanstalt und war Sitz eines Amtsgerichts.
Die ersten Kriegshandlungen im Zweiten Weltkrieg erreichten Grottkau im Februar 1945. Ab dem 5. Februar 1945 begannen die ersten schweren Kämpfe zwischen den deutschen und den sowjetischen Soldaten. Die Kämpfe dauerten mehrere Tage. Am 8. Februar kapitulierte die Stadt. Knapp 50 % der Innenstadt wurden bei den Kämpfen im Stadtzentrum zerstört. Nach Kriegsende wurde Grottkau von der Sowjetunion unter polnische Verwaltung gestellt. Es begann die Zuwanderung polnischer Bevölkerung. Zugleich wurde Grottkau in Grodków umbenannt. Die deutsche Bevölkerung wurde weitgehend vertrieben.
Von 1945 bis 1975 war die Stadt Sitz des Powiat Grodkowski. Die Nachkriegszeit in der Geschichte von Grodków war eine Zeit des langsamen Wiederaufbaus nach den Kriegszerstörungen. Die beim Einmarsch der Roten Armee im Februar 1945 entstandenen Kriegszerstörungen wurden im Laufe der Jahre weitgehend behoben. In den 1960er und 1970er Jahren erlebte die Stadt eine dynamische Entwicklung; es entstanden mehrere größere Betriebe der Metall- und Lebensmittelindustrie sowie eine Futtermittelfabrik.

## Sehenswürdigkeiten
Unter Denkmalschutz stehen:
- die gesamte Altstadt

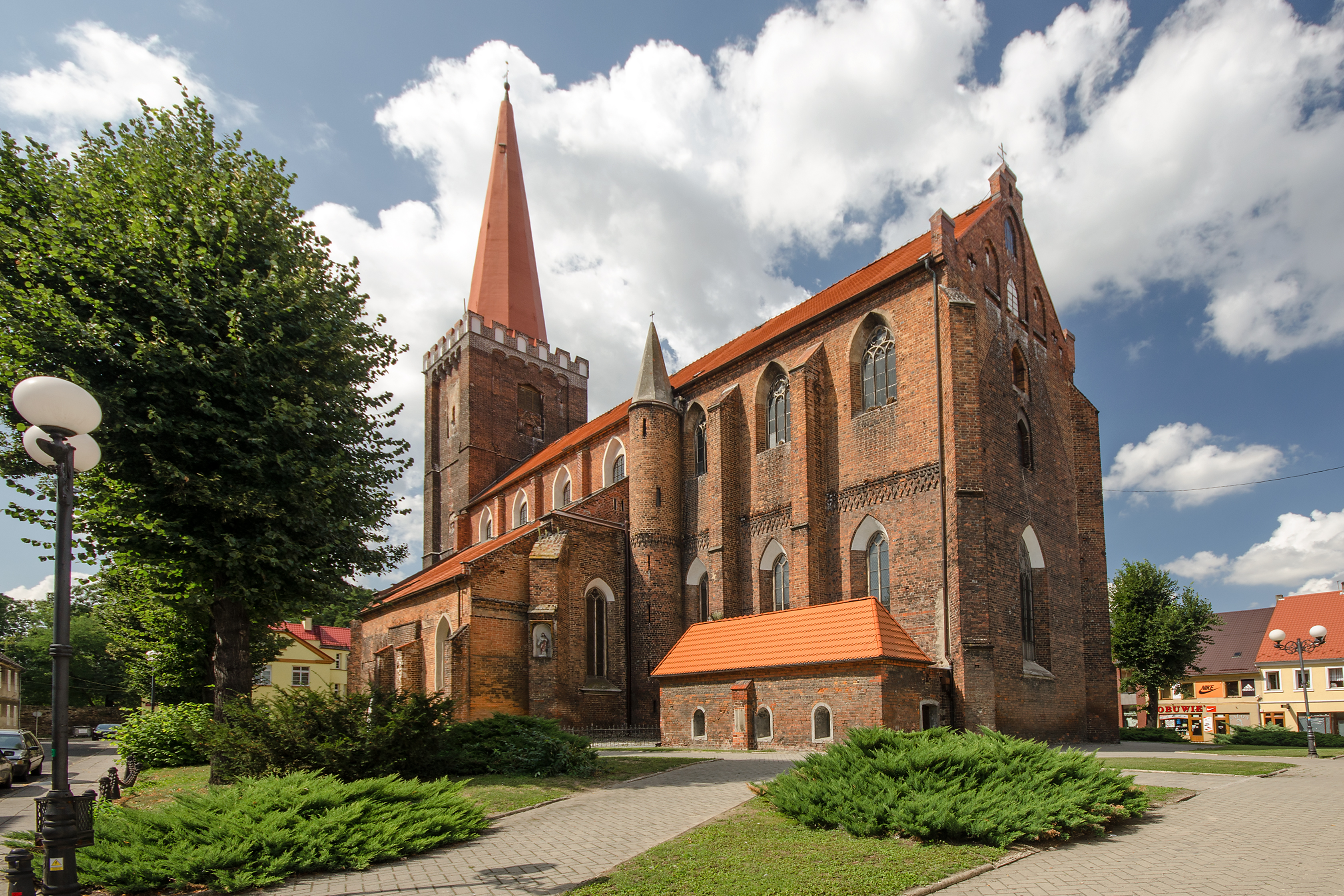
Gotische katholische Pfarrkirche St. Michael

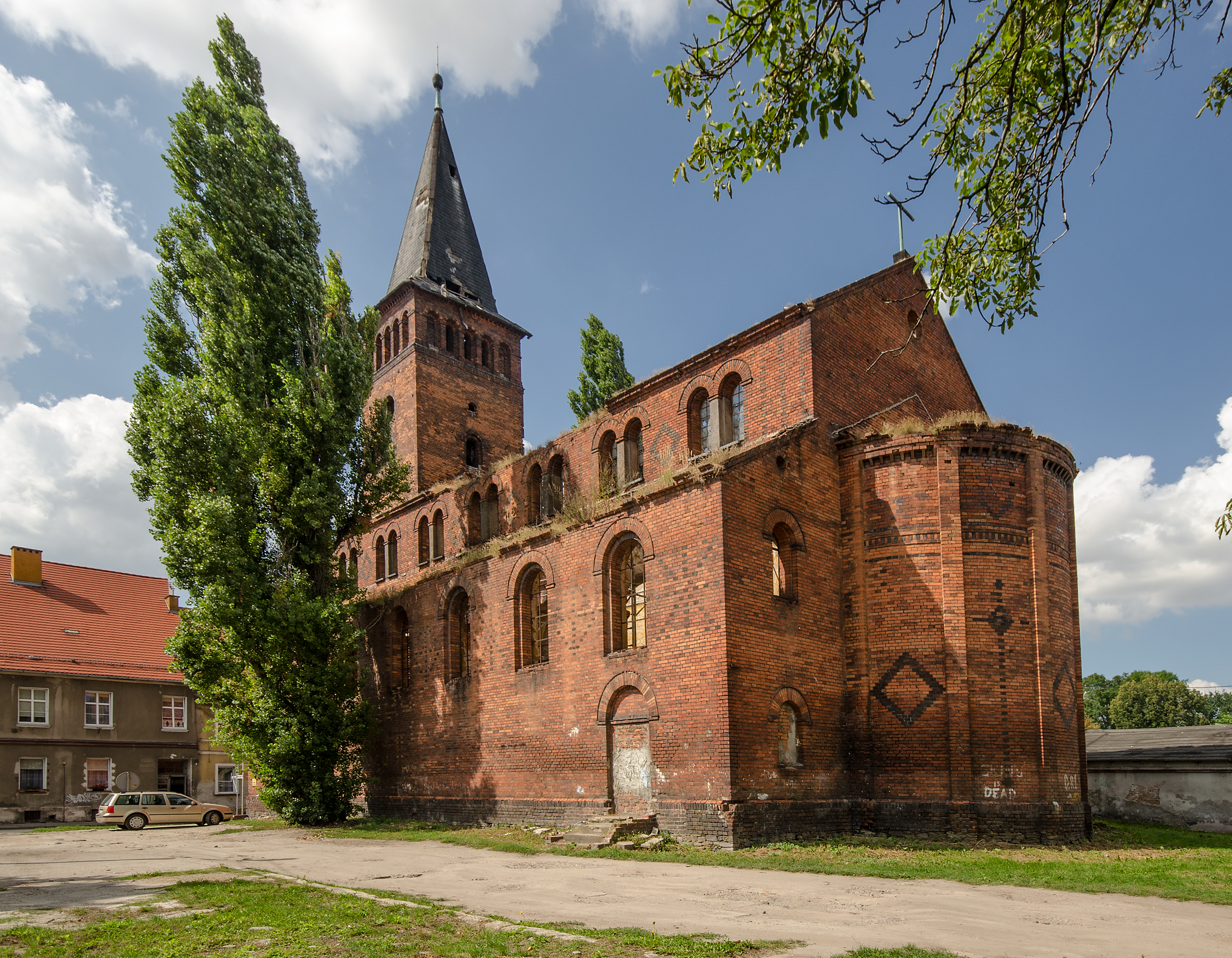
Ehemalige evangelische Kirche, erbaut 1847

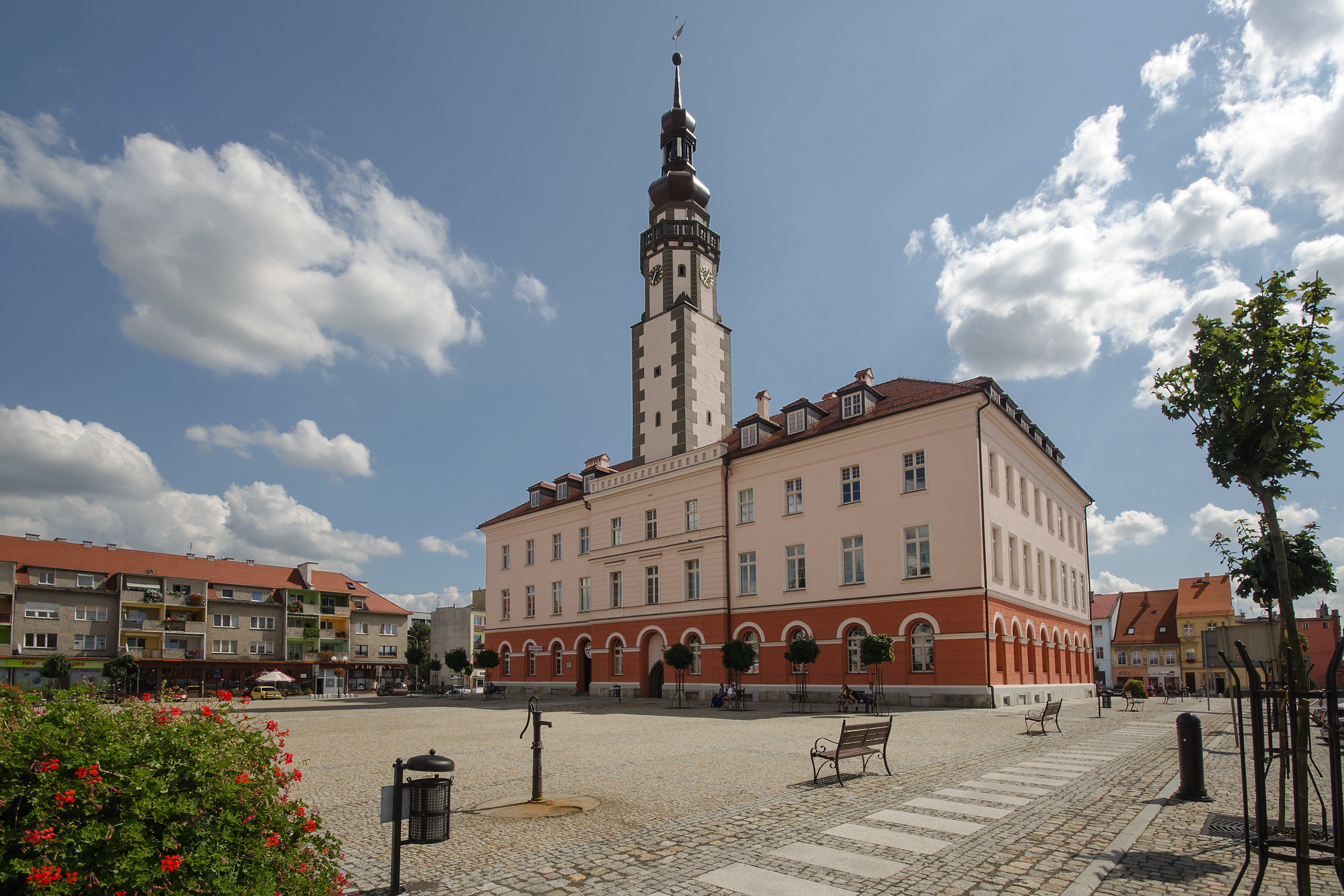
Rathaus am Ring

- Die Pfarrkirche St. Michael wurde 1282 erstmals erwähnt. Sie war bis 1473 Unserer Lieben Frau und danach dem Erzengel Michael geweiht. Nach einem Brand 1449 wurde sie wiederaufgebaut, ebenso nach den Zerstörungen des Dreißigjährigen Krieges. Den architektonischen Hauptaltar, der 1728 von Pfarrer Heinrich Schmidt gestiftet wurde, schuf der aus Schwaben stammende Bildhauer Michael Kössler, das Gemälde Krönung Mariens der Falkenberger Maler Melchior Franziskus Ansi. 1892/93 wurde die Kirche regotisiert. Die Kirche beherbergt mehrere Epitaphe und Grabsteine, u. a. für den 1611 verstorbenen Bürgermeister Valentin Hiltprant.
- Die nordöstlich des Rings liegende ehemalige evangelische Pfarrkirche wurde von 1844 bis 1847 nach Entwurf des Architekten Friedrich August Stüler im neuromanischen Stil errichtet. Wegen der stetig abnehmenden Zahl der evangelischen Gemeindemitglieder in der Stadt nach 1945 nicht mehr genutzt verfiel zur Ruine. Im Jahr 2013 begannen Sanierungsarbeiten.
- Das erste Rathaus aus dem 14. oder 15. Jahrhundert wurde 1551 neu errichtet. 1840 erfolgte ein Neubau nach Entwurf des Oppelner Architekten Philippi, wobei der mit gotischen und Renaissance-Elementen versehene ursprüngliche Turm integriert wurde. Im Inneren befindet sich eine Tafel mit dem Wappen des Bischofs Balthasar von Promnitz und einer Inschrift über den Wiederaufbau von 1551.
- Reste der Stadtmauer mit zwei erhaltenen Stadttoren, dem Löwener Torturm und dem Münsterberger Tor sowie dem Stockturm. Sie wurde noch während der Zugehörigkeit Grottkaus zum Fürstentum Breslau um 1280–1301 errichtet und erstmals 1296 erwähnt. Damals übte der Schweidnitzer Herzog Bolko I. die Vormundschaft über die unmündigen Kinder seines verstorbenen Bruders Heinrich V. aus.
- Windmühle aus Backstein aus dem 18. Jahrhundert ohne Flügel.
- Wirtshaus unter den drei Kronen (Gospoda Pod Trzema Koronami), Rynek 8 (Haus 14), vom 16. bis zum 20. Jahrhundert.
- Verwaltungs- und Wohngebäude mit Getreidespeicher im ehemaligen Mühlenkomplex (Ul. Sienkiewicza 19) aus der zweiten Hälfte des 19. Jahrhunderts
- Haftanstalt (Ul. Sienkiewicza 23) vom Ende des 19. Jahrhunderts.
- Gasthaus (derzeit Wohnhaus), ul.  Wrocławska 16 (ehemals 18) aus dem 18./19. Jahrhundert.
- Wohnhäuser aus dem 19. Jahrhundert in der  ul. Elsnera 6, ul. Powstańców Śląskich 1/3 und 22, ul. Reymonta 1 und 5, Rynek 32,  ul. Warszawska 3 und 5 sowie ul. Wrocławska 17.

Sehenswert sind weiterhin:
- Denkmal für Joseph Xaver Elsner vor dem Rathaus.
- Jubiläumspark östlich der Altstadt

## Einwohnerentwicklung
| Jahr | Einwohnerzahl | Anmerkungen |
| ---- | ------------- | --- |
| 1756 | 0944          | [ 2 ] |
| 1765 | 1035          | [ 2 ] |
| 1775 | 1241          | [ 2 ] |
| 1780 | 1178          | [ 2 ] |
| 1787 | 1472          | [ 3 ] |
| 1800 | 1518          | [ 2 ] |
| 1816 | 1892          | [ 4 ] |
| 1825 | 1886          | darunter 328 Evangelische, 16 Juden |
| 1831 | 2000          | [ 2 ] |
| 1840 | 2596          | davon 591 Evangelische, 1970 Katholiken, 35 Juden (zurzeit keine Militärpersonen anwesend)                                                            |
| 1852 | 3569          | [ 2 ] |
| 1855 | 3522          | Zivileinwohner |
| 1861 | 3731          | ohne die Garnison (373 Personen der Berittenen Abteilung der Schlesischen Artilleriebrigade Nr. 6), davon 770 Evangelische, 2877 Katholiken, 87 Juden |
| 1867 | 4421          | am 3. Dezember |
| 1871 | 4368          | am 1. Dezember, davon 974 Evangelische, 3317 Katholiken, 77 Juden                                                                                     |
| 1890 | 4348          | davon 927 Evangelische, 3654 Katholiken, 55 Juden |
| 1900 | 4146          | mit der Garnison (eine Abteilung Feldartillerie Nr. 21), meist Katholiken                                                                             |
| 1910 | 4695          | am 1. Dezember |
| 1933 | 4721          | [ 9 ] |
| 1939 | 4763          | [ 9 ] |
| 2016 | 8706          | |
| 2022 | 8122          | |

## Persönlichkeiten

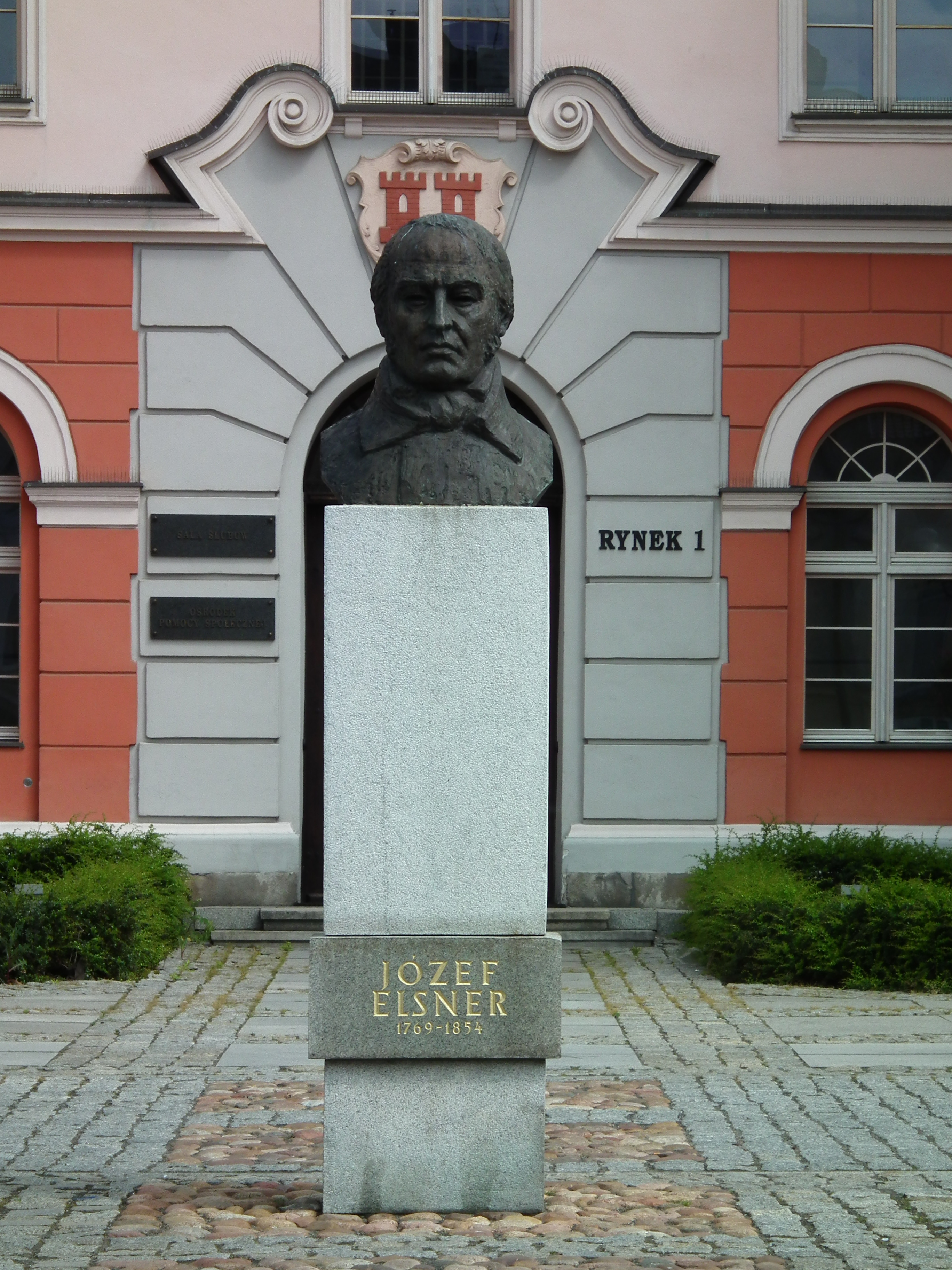
Denkmal für den Komponisten Joseph Elsner (1769–1854)

### Söhne und Töchter der Stadt
- Melchior Adam (≈1575–1622), Lexikograph, einer der ersten Verfasser biografischer Nachschlagewerke in Deutschland
- Sebastian von Rostock (1607–1671), Bischof von Breslau
- Silvius Leopold Weiss (1687–1750), Komponist und Lautenvirtuose
- Joseph Anton Franz Elsner (1769–1854), Komponist, Dirigent und Musikpädagoge
- Friedrich Häusler (1780–1865), Offizier
- Hermann von Roeder (1797–1857), Generalmajor
- Gustav von Roeder (1805–1878), Jurist
- Julius von Roeder (1808–1889), Generalleutnant
- August Bernert (1850–1920), Oberbürgermeister von Ratibor
- Hans Carl Günther von Jagemann (1859–1926), Professor für Germanistik an der Harvard University
- Bruno von Kern (1860–1932), General
- Robert Sommer (1864–1937), Psychiater
- Ulrich Nitschke (1879–1971), Bildhauer und Maler
- Gerhard Zimmermann (1909–1994), Archivar
- Gerhard Wilczek (1923–2003), deutscher Politiker, Autor, Karnevalist und Hobbyhistoriker
- Josef Speck (1927–2003), Philosoph, Professor für Philosophie an der Universität Dortmund
- Hans Fischer (1932–2019), Ethnologe
- Helmut Neubach (1933–2019), Historiker
- Horst Zimmermann (* 1936), FDGB- und SED-Funktionär
- Herbert Kierstein (1938–2017), hauptamtlicher Mitarbeiter der DDR-Staatssicherheit
- Hans-Martin Müller-Laube (* 1940), Rechtswissenschaftler
- Janusz Szrom (* 1968), Jazz-Sänger und Komponist
- Jacek Gutorow (* 1970), Literaturhistoriker, Prosaschriftsteller, Essayist und Übersetzer

### Persönlichkeiten, die vor Ort gewirkt haben
- Christoph Wilhelm von Jutrzenka († nach 1788), 1785 bis 1788 Stadtdirektor bzw. Rathmann in Grottkau
- Heinrich von Roeder (1742–1821), Generalmajor, verstarb in Grottkau
- Karl von Roeder (1787–1856), preußischer Generalleutnant, wuchs in Grottkau auf
- Johannes Ronge (1813–1887), Gründer des Deutschkatholizismus, war 1840 bis 1843 Kaplan in Grottkau, wo er den Aufsatz „Rom und das Breslauer Domkapitel“ schrieb, der zu seiner Amtsenthebung führte
- Hermann Robert Knothe (1815–1892), preußischer Generalleutnant, verstarb in Grottkau
- Moritz Graf von Strachwitz (1822–1847), Balladendichter, leistete sein Referendariat beim Kreisgericht Grottkau ab
- Maximilian von Garnier (1844–1888), Jurist und Politiker, verstarb in Grottkau
- Jakob Vonderlinn (1855–1939), Hochschullehrer, verstarb in Grottkau
- Carl Rudolf Pfahl (1822–1901), Verwaltungsjurist, Spezialkommissar in Grottkau
- Willi Reschke (1922–2017), Jagdflieger, Schüler der Flugzeugführerschule in Grottkau

## Wirtschaft
In der Stadt gibt es eine Filiale der örtlichen Einkaufskette Bort-Wimar (ul. Henryka Sienkiewicza). Weitere Unternehmen sind Grodkono (Waffeln, Lebensmittelproduktion) Nalewki Kresowe (das polnische alkoholische Getränk Nalewka) sowie eine Vulkanisationsanlage. Austrotherm, ein österreichisches Unternehmen der Wärmedämmung nahm 2021 in Grodków ein EPS-Dämmstoffwerk in Betrieb. Die Investitionen belaufen sich auf 5,5 Mio. Euro damit wurden zunächst 15 Arbeitsplätze geschaffen. Vor Ort tätig sind weiterhin Unternehmen der Schrott- und Metallverwertung wie die Trojek Group und die WNM.

## Kultur
Das Kulturzentrum in Grodków wurde 1946 gegründet und wurde zunächst unter Regie der Gewerkschaften betrieben. 1993 wurden Kulturzentrum, Sporthalle, Schwimmbad, Kino, das städtische Stadion und die ländlichen Gemeindezentren zum Kultur- und Erholungszentrum in Grodków zusammengefasst; in dieser Form ist die Einrichtung bis heute tätig. Derzeit verfügt sie über 20 Abteilungen und Interessengruppen und organisiert jährlich etwa 30 regelmäßig stattfindende Kultur- und Freizeitveranstaltungen.

## Sport
In der Stadt gibt es die Sportvereine UKS Olimp Grodków (Handball) und GKS Grodków (Fußball).

## Städtepartnerschaften
- Heringsdorf, Deutschland
- Beckum, Deutschland
- Bohumín, Tschechien
- La Celle-Saint-Cloud, Frankreich
- Borschtschiw, Ukraine

## Gemeinde
Die Stadt- und Landgemeinde Grodków umfasst eine Fläche von 286,4 Quadratkilometern.